# ديفيد لينغ
ديفيد لينغ (2 يوليو 1946 - ) (بالإنجليزية: David Ling)‏ هو لاعب كريكت بريطاني.